# タクシードライバーの推理日誌
『タクシードライバーの推理日誌』（タクシードライバーのすいりにっし）は、1992年5月から2016年3月までテレビ朝日系「土曜ワイド劇場」で放送されたテレビドラマシリーズ。全39回。主演は渡瀬恒彦。
元警視庁の敏腕刑事という経歴を持つタクシードライバーが、その視点を通して乗客が関わった事件を解決する推理ドラマである。
主演の渡瀬が2017年3月14日に死去したため、2016年の第39作をもって放送終了となった。
2017年3月19日に追悼番組として放送された第32作「殺人ツアーの乗客 信州松本〜仕組まれた小京都旅行!!」の冒頭では、追悼コーナーとして渡瀬の歩みや功績を振り返った映像が大下容子アナウンサーのナレーションで紹介された。

## キャスト

### 夜明家
夜明日出夫（よあけ ひでお）
演 - 渡瀬恒彦
経歴：警視庁捜査一課強行犯第7係
→ イースタンモータースのタクシードライバー（第1作 - 第3作）
→ 大同交通のタクシードライバー（第4作 - 第39作）
通称「夜明さん」。アパートで一人暮らしをしている。住んでいるアパートは初期は「すみやハイツ」で、途中から「あけぼの荘」。自分の気が済むまで引っ掻き回すタイプ。一人っ子である。「夜明」という珍しい苗字であるため、初対面の者によく「珍しい苗字ですね」と言われる。
警視庁捜査一課強行犯第7係の警部補だったが、ある事件で関わった女性・豊田良江との関係を週刊誌報道による濡れ衣をかけられ、警視庁を辞職し妻（太地琴恵…声のみの出演〈第2作〉）とも離婚し、タクシードライバーとしてチェッカー無線（車両協力は同無線に所属する大同交通）に再就職した。
「刑事というのは、何事でも自分の足で現地へ運ぶもの」と、元部下・東山秀作に捜査の足として自らのタクシーを半ば強制的に使わせ、ちゃっかり運賃をもらっている。日頃の売り上げの低下を長距離客で取り返す事から東山と会社内の社員から「ロングの夜明」と呼ばれ、会社内外で半ば伝説のドライバーとなっている。毎回の事だが、長距離の移動を頼む乗客の背景には恵まれず、元刑事という経歴をアリバイに巧みに利用されることが多いが、最終的にその夜明の推理によって真相が暴かれることがパターンと化している。ストーリー前半は自分の客は犯人ではないと神谷雅昭に食って掛かるが、その主張が当たっていた事はない（真犯人ではなくても事件に関わっていたりする）。但し、第34作のみ当初から事件の関係者を疑っていた（逆に神谷は否定していた）。
娘のあゆみに対しては適齢期が近い事もあってなのか、異性関係等についてはいつもハラハラしている。しかしながら大体取り越し苦労であることが多く、あゆみに余計なことをするなと言われてしまう。就職も結婚も決まらないあゆみに手を焼きながらも、自立したら寂しいと感じる面もある。
第18作でタクシー会社勤続10年となり、娘・貴美子のために引退する個人タクシードライバー・島田誠吉から権利と車両（日産・セドリック）を譲り受けて、個人タクシーへ転身しようとするも、島田が事件に巻き込まれて死亡したうえに規定の3年間無事故無違反まであと一日という所で駐車違反をしたため、その夢は消え去っている。
担当車は第1作から第3作まではイースタンの138号車でマツダ・ルーチェ（パワーステアリング非装着車、ベンチシートのコラムMT）、第4作以降は大同交通の1644号車（第4作・第5作）または1646号車（第6作以降）で、車種は第4作から第9作まではトヨタ・クラウン130系前期、第10作から第15作まではトヨタ・クラウン130系後期（第4作から第15作の130クラウンは丸目四灯ヘッドライト、ベンチシートのコラムAT）、第16作以降はクラウンコンフォートとなっている。
西村あゆみ
演 - 林美穂
夜明の娘。旧姓は「夜明」で嘗ては「夜明あゆみ」だったが、両親が離婚して母親に引き取られたため、母親の旧姓である「西村」を名乗っている。両親の離婚原因において父親に非が無いことを理解しているため、母親の方に引き取られた後もなにかと夜明のアパートに押しかけて来る。大学で心理学を専攻し、ジャーナリストになることが夢だが、なかなか就職しないため夜明の気をもませている。色々なバイト先を転々としている。大半の登場は、乗客の仕事先でアルバイトしていて、父と会うパターンだが、乗客とは何の繋がりもなくアパートを訪れる登場のパターンの話も存在する。元気のいい性格で夜明の女性関係や食事をちゃんと取っているか等も気にかける。第3作では高校生、第39作では、大学院を卒業し、就職活動中としている。

### 警察関係者
多くは、夜明の元同僚。「民間人」である夜明（及び、あゆみ）が事件に関わってくるのを良く思っていない反面、事件捜査が行き詰ると自宅にまで押しかけてきて協力を願い出る。
神谷雅昭
演 - 平田満
経歴：警視庁捜査一課強行犯第7係 係長
→ 警視庁捜査一課長（現実の捜査一課長はノンキャリアの警視正）
階級は警部。夜明の同期で元部下。通称「ヨイショの神谷」。愛妻家で、六人の子持ちである。一見、陰険な性格と思われがちだが、夜明の最大の理解者であり、その敏腕振りには一目置いている。ただし、夜明との会話で意見が喰い違うと喧嘩になることも多い。東京大学卒業だがノンキャリアである。警視を目指している。山口県下関市出身で、そのことは第20作で初めて明かされた。
東山秀作
演 - 風見しんご
警視庁捜査一課強行犯第7係。階級は巡査部長（第1作 - 第26作） → 警部補（第26作 - 第39作）。
夜明の元部下。よくしごかれた関係から夜明に対して多少の苦手意識があるのか「民間人の夜明さんには関係無いですから」などと距離を置く発言をするが、民間人としての捜査協力である夜明の暴走行為を許してしまう。国代・神谷が大卒（それも東大出身）なのに対し、自らが高卒であることにコンプレックスを持っている。
神谷のことを嫌っており、神谷が居ない所で神谷のことを夜明と話す時に「神谷」と呼び捨てで呼んでいる。
第26作で警部補へ昇任する。
国代義明
演 - 小林健（第4作 - 第39作）
経歴：東京大学
→ 警視庁捜査一課強行犯第7係
階級は巡査部長。よく夜明のタクシーに聞き込みにくるついでに長距離利用を頼んだり、逆にノルマ消化に利用されたりしている。東京大学卒業。東山・神谷と共に長年のレギュラーキャラだが、夜明との出逢いが夜明のタクシードライバー転職後であるため、捜査一課の3人の中では唯一、刑事時代の夜明との捜査を経験していない。
馬場幸男
演 - 正名僕蔵（第27作・第29作 - 第39作）
警視庁世田谷西警察署。階級は巡査部長。
レギュラーの刑事の中では唯一、本庁勤めではない。やたらと警察組織内での階級を気にする質で、階級が上である神谷や東山にはペコペコするが、年下で階級が同じ国代に対しては非常に馴れ馴れしい。民間人の夜明に対しても、当初は横柄な態度で接していたが、東山から素性を聞かされてからは平身低頭で接している。
東山、国代と共に、まだ就寝中の夜明の部屋に勝手に上がり込み、朝食の準備までして事件のヒントを貰いに来る。その帰り際、おかずとして焼いたメザシを三人揃って咥えて帰っていくまでの流れはシリーズの「お約束」となっている。

### 大同交通
夜明の勤務するタクシー会社の営業所の人たち
係長
- 広田 - 秋山武史（第3作 - 第9作）
- 木下 - 小倉一郎（第10作 - 第13作・第15作 - 第17作）
- 山下 - 増田由紀夫（第18作 - 第20作）
- 橋本 - 佐藤二朗（第21作 - 第30作・第32作）

営業所でもっとも扱いにくい夜明に頭を悩ませている。
- 小林 - 徳井優（第31作・第33作 - 第39作）

夜明の同僚タクシードライバー
- 野村忠 - 鶴田忍（第23作 - 第39作）

短距離走行で稼ぐため、「ショートの野村」と呼ばれる。第37作では浜松まで初のロング営業を行った（その後、第38作で鎌倉まで営業を行った）。
担当車はクラウンコンフォートの大同交通552号車（第23作）。
- 田辺 - 大森うたえもん（第25作 - 第28作）
- 小池 - 右門青寿（第30作 - 第37作）

事務員
- 朋子 - 福原百合（第24作 - 第29作）
- 野村潮美 - よしこさん（現・晃田佳子）（第26作・第30作・第32作 - 第39作）

野村忠の娘。結婚し会社を退職するが出戻る。

### その他
おばさん客
演 - 大島蓉子（第8作 - 第15作・第19作・第21作 - 第39作）
番組冒頭で夜明のタクシーに乗っている客。登場初期は深見亮介と夫婦役の同一人物であったが、現在は回毎に違う役。

### ゲスト
第1作 - 第20作 / 第21作 - 第39作
★（ヒロイン）

#### 第1作 - 第20作（1992年 - 2005年）
第1作「殺人化粧の女 山が動いた!?」（1992年）
- 小百合（クラブ「CROSS」ホステス・本名「水木令子」） - 七瀬なつみ（少女期：服部ジュン） ★
- 平松妙子（クラブ「CROSS」ママ・大場の愛人・10年前 星野のモーターボートに同乗） - 横須賀昌美
- あき（クラブ「CROSS」ホステス） - 高島礼子
- えみ（クラブ「CROSS」ホステス） - 矢沢美樹
- 小山田光児（クラブ「CROSS」の客・10年前 星野のモーターボートに同乗） - 趙方豪
- 星野直司（10年前 モーターボートで人身事故を起こし逮捕され仮釈放中に水木に殺害される） - 遠藤憲一
- 池上（クラブ「CROSS」バーテン） - 伊藤洋三郎
- 宇山（勝浦西警察署 刑事） - でんでん
- 八王子北警察署 刑事 - 伊藤眞
- 吉岡（夜明日出夫が刑事時代に関わった男） - 椎谷建治
- 水木タミ子（水木の妻・水木の死後に後追い自殺） - 高尾美有紀
- 刑事 - 川原和久
- タクシー客 - 松永忍、水谷誠伺
- 水木良平（10年前の人身事故の被害者・仮釈放中の星野を殺害し刑務所に入り1年後に病死） - 森下哲夫
- 福原富三郎（山際病院 入院患者・小山田が起こした交通事故の被害者） - 木田三千雄
- 福原の付添の女性 - 絵沢萌子
- 水木よしえ（水木とタミ子の次女・10年前 水木の漕ぐボートが転覆し死亡） - 昆野千絵
- 水木孝一（水木とタミ子の長男・10年前 水木の漕ぐボートが転覆し死亡） - 日置将士
- 大場真一郎 - 頭師孝雄

第2作「昼下りの危険な乗客 浴槽に美女の死体が！」（1993年）
- 十和田香織（鐘崎工業 社員・シングルマザー） - 香坂みゆき ★
- 土上（三重県警田曽浦警察署 刑事） - 河原さぶ
- 吉川菜々子（香織の幼馴染） - 川村一代
- 伏島慈光（観音寺住職・両川の伯父） - 河合絃司
- 無賃乗車客 - 小林沙世子
- 十和田（香織の姑） - 溝口順子
- 十和田悟（香織の息子・生まれつき心臓が悪く入院中） - 早瀬翼
- 鐘崎の別荘の管理会社職員 - きくち英一
- 両川隆司（古美術商・菜々子の愛人） - 斎藤洋介
- 鐘崎史朗（鐘崎工業 社長・両川の大学時代の友人） - 長谷川初範

第3作「春呼ぶ殺人 女の死体に桜が散った…」（1994年）
- 麻生洋子（ブティック経営者・千秋の友人） - 大寶智子 ★
- 陣ノ内千秋（承子の姪・陣ノ内の後妻） - 小島なおみ
- 旅館の支配人 - 斎藤清六
- 若宮直樹（承子の息子） - 三浦賢二
- 大里（弁護士） - 新井量大
- 旅館の仲居 - 井上裕季子
- ソエニア開発の手先 - 武蔵拳
- 中川慶子（ソエニア開発 課長） - 中川真弓
- 小田島（ソエニア開発 部長） - 木村栄
- 神保愛美（陣ノ内の前妻） - 広田恵子
- 浅見（所轄署警部） - 片桐竜次
- 陣ノ内洋介 - 斉木しげる
- 若宮承子（資産家） - 南田洋子

第4作「幸福の代償 妻と別れたい男の殺人契約!?」（1994年）
- 山賀十和子（菊江と前夫の娘・聖和女子音楽大学の学生） - 若林志穂 ★
- 川鍋（弁護士） - 西村淳二
- 赤堀勇一郎（大学教授） - キモサベポン太
- 野添優子（井狩家の家政婦） - 矢野いづみ
- 刑事 - 小山昌幸
- 出版社編集部員 - 中嶋しゅう
- 大悟（山賀食堂 店員・八重子の夫） - 瀬戸陽一朗
- 仏具店店主 - 相馬剛三
- 木田（車掌） - 重松収
- 冒頭のひったくり犯 - チャーリー・クラスラブスキー
- 山賀慎平（菊江の後夫・5年前 井狩に殴り殺される） - 真夏竜
- 山賀菊江（山賀食堂 女将） - 千葉裕子
- 山賀八重子（山賀食堂 店員・菊江と前夫の娘） - 木原三貴
- 井狩真由美（井狩の妻） - 桐生ユウ子
- 井狩真矢（元週刊誌編集長・5年前に山賀を殺害し静岡刑務所に5年間服役し出所） - 寺尾聰

第5作「行き先のない乗客 “人を殺した”とその女は言った…」（1995年）
- 別所秀介（サラ金の取り立て屋・元組員） - 川原和久
- 青山美智子（別所の婚約者） - 村上聡美
- タエ（上原家の家政婦） - 五月晴子
- 刑事 - 剛州
- 多門リゾート開発 常務 - 二瓶鮫一
- 食堂店主 - 石黒正男
- 宝石店店員 - 本田清澄
- 警察官 - 海一生
- 場外馬券売場で夜明の名を呼んだ男 - 町田政則
- 春日井一平 - 伊藤高
- 多門大助（多門リゾート開発 社長） - 下元史朗
- 上原公三郎（元銀行員・故人） - 中丸新将
- 武藤隆（アダルトビデオ制作会社社長） - 深水三章
- 中原茜（本名「上原夕子」） - 高橋惠子 ★

第6作「再会した女 湘南－松本 500キロの殺人!?」（1995年）
- 小日向律子（千紗の従姉妹） - 鍵本景子
- 大町家の家政婦 - 五十嵐美恵子
- 野口春子（野口の妻） - 服部妙子
- タクシー客 - 小川隆市
- 山崎（千紗の元同棲相手） - 伊藤昌一
- 長野県警捜査一課 刑事 - 有福正志
- 美代子（女性警察官） - 宮内美穂
- トラック運転手 - ブッチー武者
- 夏木潤平（県議会議員） - 望月太郎
- 高月静香（旅館「明神館」女将・千紗の高校時代の親友） - 松阪隆子
- 丸目平八郎（長野県警捜査一課 警部・夜明と神谷雅昭の警察学校の同期） - 阿藤海
- 大町千紗（東都大学 英文学教授・夜明の幼馴染で初恋相手） - 阿木燿子 ★

第7作「真夜中の殺人招待状！夢を捨てた女の危険な誘惑…」（1997年）
- 木村哲夫（6年前に夜明に逮捕された府中刑務所の服役囚） - 遠藤憲一
- 肉屋の女主人 - 内田春菊
- 母親の遺骨を持った男性 - 重松収
- 母親の遺骨を持った男性の妻 - 高橋かすみ
- 自動車整備工場社長 - 井上博一
- 刑事 - 石原辰己
- 徳山（徳山の妻） - 阿部朋子
- 岡本家の家政婦 - 山本ふじこ
- 宝石店店員 - 滝川なお
- 安原孝志（藍子の元婚約者） - 貴山侑哉
- 徳山康彦（レストラン経営・志賀の親友） - 三上晴巳
- 鈴木和枝（宝石店経営・志賀の元恋人） - 松井紀美江
- 矢田（静岡県警察 刑事） - 山内としお
- 郷田宗助（郷田不動産 社長） - 石田太郎
- 岡本真一（外科医） - 西岡徳馬
- 木村藍子（哲夫の妹） - 美保純 ★

第8作「愛と死の殺人迷路 東京－新潟 350kmを死体が走った?!」（1998年）
- 河島千晶（安西の婚約者・美也子の高校時代からの親友） - あいだもも
- 越後湯沢警察署 刑事 - 伊藤隆
- 平井（河島建設 社長秘書） - キモサベポン太
- 高岩（千晶の高校時代の担任） - 重田千穂子
- 越後湯沢警察署 刑事 - 山田アキラ
- アナウンサー - 衛藤なほか
- 由香里（西村あゆみの友達） - 穴繁加奈子
- 末松三郎（西村あゆみと由香里の3人で旅行している男） - 金子貴俊
- 美也子の高校時代の友人 - しお美奈子、佐久間直美
- 安西敬一（商社マン・美也子の元恋人） - 青島健介
- 吉岡登（河島建設 社員・千晶の恋人） - 貴山侑哉
- 筒井清子（美也子の母） - 児島美ゆき
- 小原勇三（探偵事務所代表） - 秋野太作
- 筒井美也子（ホテルの経営コンサルタント） - 田中美奈子 ★

第9作「過去から来た女 時効直前 消された殺人犯！」（1998年）
- 高見正蔵（静岡北警察署 警部） - 出光元
- 吉川（静岡北警察署 刑事） - 草薙良一
- 東都新聞社会部 編集長 - 小林尚臣
- 金原（金原の妻） - 巴三枝
- 金原貴一（元宝石商・故人） - 飯島大介
- 西品運送 社長 - 中野亮
- 刑事 - 山田アキラ
- スナック経営者 - 大島蓉子
- 中西登（芳江の恋人） - 坂田雅彦
- 松岡の親族 - つちだりか
- 刑事 - 神谷秀澄
- 麻里子の家の近所の主婦 - 沢田喜代美
- 松岡邦彦（金原の宝石店の元店員・デザイナー・故人） - 正木蒼二
- 金原芳江（金原の娘） - 矢沢美樹
- 奥本竜次（宝石ブローカー・金原殺害の指名手配犯） - 中嶋しゅう
- 桜井達夫（西品運送 社員・奥本の友人） - 佐渡稔
- 野田（東都新聞社会部 部長） - 大和田伸也
- 宮坂麻里子（東都新聞社会部 記者） - 洞口依子 ★

第10作「黒いひまわりの女」（1998年）
- 古賀（別府警察署 警部） - 斉藤暁
- 刑事 - 田中要次
- アパレルメーカー「マックススプレンダー」社員 - 山崎裕里
- 旅館女将 - 牧野康江
- レポーター - きどゆういち
- 栗本茜（モデル） - 川端良香
- 佐竹茂（アパレルメーカー「マックススプレンダー」元社員） - 長戸勝彦
- 折原恒三（アパレルメーカー「マックススプレンダー」前社長・江里子の夫・釣りに出掛けて転落死） - 石山律雄
- 小島信江（江里子の秘書・関沢の元恋人） - 黒沢あすか
- 関沢康夫（アパレルメーカー「マックススプレンダー」副社長・茜の婚約者） - 春田純一
- 折原江里子（アパレルメーカー「マックススプレンダー」社長・夜明の幼馴染） - 佐藤友美 ★

第11作「亡霊殺人」（1999年）
- 朝倉彰一（検事から居酒屋店主に転職したあと交通事故で死亡） - 斉木しげる
- 高根（横浜南警察署 警部） - 片桐竜次
- 医師 - 田村義晃
- 堂島香織（堂島の娘・8年前死亡） - 八木田麻衣
- 村上武志（香織の元恋人） - 山中聡
- 新田 - 帆足新一
- 淀橋誠吾（警視庁刑事部長） - 浜田晃
- 堂島宗勝（堂島建設 社長） - 村松克己
- 豊田良江（ホステス・豊田の妹） - 舟木幸
- 大橋克也（東都大学 法医学教授） - 梅津栄
- 豊田晋次（暴力団組員・夜明が刑事時代に最後に逮捕した男） - 火野正平
- 山崎夕子（朝倉の妻） - 伊藤蘭 ★

第12作「殺意のハンドル」（2000年）
- 伊坂忠彦（貿易会社社長・南条の元部下） - 松重豊
- 伊坂夏美（ネイルサロン経営者・秋子の妹・伊坂の妻） - 有沢妃呂子（幼少期：中村有沙）
- 窪寺（三鷹東警察署 刑事） - 高橋克実
- 平井康明（暴力団「龍神会」組員） - 渕野直幸
- 加藤（江東警察署 刑事） - 市川勇
- 早瀬和男（沼田の秘書） - 岩田博行
- 川上（三鷹東警察署 刑事） - 伊原幸司
- タクシードライバー - 十日市秀悦
- 警察官 - 上田晋也（海砂利水魚）、有田哲平（海砂利水魚）
- 片桐哲也（前科者） - 重水直人
- 田中タキ（2年前まで南条家のお手伝い） - 中村万里
- 片桐の愛人 - 入江麻友子
- 南条敏江（秋子と夏美の母・南条の妻・2年前 トラックに追突されて死亡） - 服部妙子
- 立花登（せいと建設 元トラック運転手・2年前 南条と敏江をトラックで追突して殺害） - モロ師岡
- 房子（南条家の元乳母） - 杉山とく子
- 南条昭一（秋子と夏美の父・元貿易会社社長・2年前 トラックに追突されて死亡） - 木村元
- 沼田泰三（代議士） - 原田大二郎
- 南条秋子（大同交通の新人タクシードライバー） - 国生さゆり ★

第13作「死にたがる乗客」（2000年）
- 藤堂陽一郎（ユーロ食品 社長） - 遠藤征慈
- 加川（富士南警察署 警部補） - 伊藤高
- 杉本梨花（クラブのホステス） - 平沢草
- 飯塚里美（クラブのホステス・梨花の同僚） - 田村友里
- 「蓬亭」女将 - 巴三枝
- 高橋（大同交通のタクシードライバー・元会社社長） - 桝田徳寿
- 岡田（総会屋） - 加島潤
- 窪井正（豊子の交際相手・17年前 豊子を殺害しその直後に自殺） - 樋口浩二
- 東亜出版 編集長 - 田嶋基吉
- 警視庁捜査二課 刑事 - 遠藤たつお
- クラブのママ - 眞山典子
- 栗原豊子（恵美子の母・17年前死亡） - 内田春菊
- 金子哲也（東亜出版 編集員） - 遠藤憲一
- 秋山周平（ユーロ食品 総務部長） - 石丸謙二郎
- 古賀高男（フリージャーナリスト・梨花の元恋人） - 中西良太
- 秋山恵美子（レストラン「コモ」経営者・秋山の妻） - 秋本奈緒美 ★

第14作「刑事が愛した女」（2001年）
- 奥田（警視） - 深水三章
- 城山満寿美（城山の妻） - 岡まゆみ
- 神崎志津子（六甲療養センター 入居者・13年前 息子が死亡した医療訴訟で敗訴し自殺を図るが死ねず後遺症が残る） - 大塚良重
- 神崎みどり（喫茶店「COFFEE SHOP AREA」店主・志津子の娘） - 秋元彩香
- 須永美子（クラブ「サイセリア」ホステス） - 村上聡美
- 城山家の家政婦 - 野間洋子
- 神戸北野記念病院 従業員 - つじしんめい
- 城山総合病院 看護師 - 矢野いづみ、亜路奈
- 六甲療養センター スタッフ - 小林美江
- 志津子が神戸で住んでいた家の近所の主婦 - 香住美弥子
- 城山江梨 - 市川麻里奈
- 佐野（刑事） - 正木蒼二
- 藤井（刑事） - 村木仁
- 安東（刑事） - タケ・ウケタ
- 江間（警部補） - 須藤正裕
- 野上克夫（建設作業員・城山総合病院に2か月前まで入院） - 本城丸裕
- 三沢房子（姫路しらさき園 園長） - 紅萬子
- 城山賢造（城山総合病院 院長） - 本田博太郎
- 村井早智子（城山総合病院 看護師・東山秀作の恋人） - 細川直美 ★

第15作「二つの顔を持つ乗客」（2001年）
- 沢井誠（浜松タクシー 社員・介護車のインストラクター） - 春田純一
- 水嶋正幸（小料理屋「おしどり」元店主・店の借金で5年前失踪し現在は里美の同居人） - 近童弐吉
- 田之倉和代（田之倉の妻・5年前 水嶋と失踪） - 江口ナオ
- 青井里美（キャバクラ嬢） - 伊藤美紀
- 藤田克彦（キャバクラ従業員） - 神田利則
- 佐々木（浜松在住の介護老人） - 長谷川弘
- 布施（静岡県警察 刑事） - 平田康之
- 水嶋の知人 - 朝倉伸二
- タクシーの目撃者 - まいど豊
- 斉藤（蒲田東警察署 刑事） - 山田アキラ
- 田之倉の部下 - 岡元次郎
- 佐々木の親族 - かわいのどか
- 小池（中野総合病院 認知症患者） - 槇ひろ子
- 和代の知人 - 井上ユカリ
- 無賃乗車夫 - 深見亮介
- 無賃乗車妻 - 大島蓉子
- 川村敏郎（怜子の父・金を騙し取られ自殺） - 大石継太
- 樋口（浜松タクシー 課長） - 九十九一
- 山内祥一郎（怜子の客） - 成瀬正孝
- 水嶋初江（水嶋の母・認知症） - 正司歌江
- 田之倉隆三（田之倉開発 社長） - 中山仁
- 水嶋怜子（クラブ「砂の城」ママ・水嶋の妻） - 藤真利子（幼少期：船山真凜） ★

第16作「完全犯罪への抜け道」（2002年）
- 牛山（所轄署刑事） - 佐渡稔
- 城ノ島（大同交通のタクシードライバー） - 片桐竜次
- 秋津彰一（秋津医院 院長・千鶴子の元夫） - 下塚誠
- 堀内美奈（目黒女子高等学校 3年生） - 三国由奈
- 秋津茜（彰一と千鶴子の娘） - 小笠原茉莉
- 朝日タクシー薮塚営業所のタクシードライバー - 深見亮介
- 裁判長 - 二瓶鮫一
- 高橋（西村あゆみの大学の講師） - 青島健介
- 朝日タクシー薮塚営業所 社長 - 菊地康二
- ホテルフロント係 - 田村義晃
- コンビニ店員 - 藤下邦彦
- 区立浅草橋小学校 教師 - 川俣しのぶ
- 秋津（彰一の母） - 服部美也子
- 少女の母 - 四宮由佳
- 少女 - 坂野真弥
- 松本道代（「南間ホテル」従業員・堀内の妹） - 水木薫
- タクシー客 - 山田スミ子
- 三田（検事） - 河西健司
- 北川真司（区立浅草橋小学校 教師） - 山口粧太
- 岡部清志（目黒女子高等学校 教師・美奈の担任） - 木下ほうか
- 堀内則文（会社員・美奈の父） - 田山涼成
- 岡部昌江（区立浅草橋小学校 教師・岡部の妻） - 渡辺梓
- 永峰千鶴子（永峰千鶴子法律事務所の弁護士・元検事） - 古手川祐子 ★

第17作「追跡する女乗客の秘密」（2003年）
- 中川公彦（県会議員） - 神保悟志
- 浜野弘子（聖和記念病院 看護師） - 高木りな
- 高橋香織（故人） - 永田めぐみ
- 久美子の依頼人の夫 - 村松利史
- 浮気相手の女 - 森崎めぐみ
- 井川（鴨川中央警察署 刑事） - 宮下敬夫
- 伊藤（大崎東警察署 刑事） - 河田義市
- マスター - 深見亮介
- 石渡（医師） - 早川純一
- 警官 - 千田孝康
- 今田次郎 - 柳野コウセイ
- 松田豊（元千葉県警察 巡査） - 温水洋一
- 神辺光雄（前科者） - 宇梶剛士
- 鳴海久美子（私立探偵） - 藤田朋子 ★

第18作「バックミラーの殺意」（2004年）
- 高見沢恵一（ピアニスト・貴美子の婚約者） - 升毅
- 勝本剛（神奈川県警察 警部補） - 木村栄
- 小出（所轄署刑事） - 日比野玲
- 島田春江（島田の妻・21年前 投身自殺） - 愛川裕子
- 津村幸一（津村探偵事務所の探偵） - 吉川則男
- 島田の後輩 - 森厚太
- 高見沢の家の近所の主婦 - 高柳葉子、尾口衿子
- 掛川秀美（クラブのホステス・元シャンソン歌手） - 牛尾田恭代
- 浦野幸代（クラブのママ） - 白石マル美
- 権藤（音楽評論家） - 伊藤敏八
- 尾崎治雄（貴美子の同僚） - 中村繁之
- 川上康利（ライブハウス曼荼羅 店主） - 不破万作
- 島田誠吉（個人タクシードライバー・10年前の夜明がタクシードライバーに成立ての頃の指導員） - 長門裕之
- 島田貴美子（「サンライズレコード 洋楽第4クラシック制作」社員・島田と春江の娘） - 荻野目慶子 ★

第19作「死体を連れた幻の乗客!?」（2004年）
- 小出規夫（石川県金沢城東警察署 刑事） - 渡辺哲
- 木川（刑事） - 二橋進
- 矢口多恵子 - 三星登史子
- 初老の男 - 三田村周三
- 小百合 - 大島蓉子
- 谷垣恵介 - 白井滋郎
- 宇野幸子 - 舟木幸
- 安永泰三（着物作家） - 野口貴史
- 仲倉新治（強盗殺人事件の被疑者） - 小沢和義
- 原田比呂美（明彦の元婚約者） - 嘉門洋子
- 枝本明彦（美弥子の夫・君江の息子） - 池田政典
- 枝本美弥子（老舗料亭「枝本」若女将） - 中原果南 ★
- 枝本君江（老舗料亭「枝本」大女将） - 岡田茉莉子

第20作「東京〜関門海峡1,100km殺人」（2005年）
- 篠沢（警視庁警務部長） - 山崎一
- 山田清美（神谷雅昭の同級生） - 山田スミ子
- 須磨葉子（須磨の次女） - 奥田佳菜子
- 須磨咲子（須磨の長女・故人） - 奥田綾乃
- 持丸康雄（神谷雅昭の同級生） - 春海四方
- 安岡（刑事） - 山田アキラ
- 須磨キク（幸恵の母） - 市川千恵子
- 浅岡仁美（居酒屋チェーン「魚正本陣」従業員） - 内林若菜
- 高井 - 拳武秀旭
- 住人 - 市川孝樹
- 三隅昇（須磨と野田の同級生） - 上杉祥三
- 野田修次（西日本コーポレーション 社員・神谷雅昭の高校時代の友人） - 石丸謙二郎
- 須磨公彦（居酒屋チェーン「魚正本陣」元社長・入婿・神谷雅昭の高校時代の友人） - 金田明夫
- 須磨幸恵（須磨の妻） - 高橋ひとみ ★

#### 第21作 - 第39作（2005年 - 2016年）
第21作「東京〜飛騨高山 2人の母の殺意が交差した!?」（2005年）
- 沢昌三（岐阜県警高山警察署 警部補） - 誠直也
- 路上占い師 - 中島マリ
- 週刊「東京シティ」記者 - 山田アキラ
- 若林美奈（朝江の娘） - 小池里奈（幼児期：小山希来々）
- 岩佐（医師） - 荒木優騎
- 古屋登志男（奥飛騨のホテル支配人・石黒の友人） - 渡辺寛二
- 石黒佳代（石黒の前妻・故人） - 光井みほ
- 石黒真弓（石黒の後妻） - 斉藤レイ
- 若林慎一（朝江の夫） - 保積ペペ
- 藤井和男（佳代の弟・石黒の同級生） - 四方堂亘
- 石黒勝之（希美子の元不倫相手） - 篠塚勝
- 占い師 - 梅津栄
- 若林朝江（希美子の幼馴染） - 野村真美
- 松川希美子（占い師） - 美保純（幼少期：小林鈴蘭） ★

第22作「会津若松〜殺人無罪の乗客」（2006年）
- 戸村栄介（道子の元夫） - 梨本謙次郎
- 渡辺研一（雑誌記者） - 矢島健一
- 横峰聡史（検事） - 近童弐吉
- 山下和代（ホテルの女将） - 服部妙子
- 産婦人科医 - 角南範子
- 安東真紀（東都大学 学生） - 小谷美裕
- 小杉文彦（東都大学 学生） - 田中尚貴
- 記者 - 吉舎聖史
- 森岡葉子（一ノ瀬圭子法律事務所の事務員） - 奥野月琴
- 戸村香織（戸村と道子の娘・ヴァイオリニストのたまご） - 岡室穂香
- 長尾哲夫（美鈴のストーカー） - 嘉島典俊
- 土屋彰一（東都大学法学部 元助教授・半年前刺殺） - 柴田光太郎
- 土屋美鈴（土屋の妻） - メイサツキ
- 戸村佐知江（戸村の母） - 赤座美代子
- 一ノ瀬圭子（一ノ瀬圭子法律事務所の弁護士・道子の幼馴染） - 大寶智子
- 高根沢道子（東都大学 心理学講師・半年前に土屋彰一殺害で逮捕されるが無罪判決） - 賀来千香子 ★

第23作「東京〜蔵王 死体と待ち合わせた女」（2007年）
- 木村昌江（朱音の叔母） - 角替和枝
- 山本（巴書房 編集者） - 森岡豊
- 寛子（ケアホーム職員） - 二階堂千寿
- パチンコ店店員 - 吉舎聖史
- 泉友紀（イラストレーター・朱音の元アシスタント） - 伴杏里
- 松原朱音（イラストレーター） - 若林志穂
- 井上レイジ（朱音の腹違いの弟・無職） - ヒロシ
- 松原史朗（ワイン商・朱音の夫） - 小木茂光
- 八木沢充子（遼子の母・アルツハイマー） - 淡路恵子
- 八木沢遼子（巴書房 編集者） - 田中美奈子 ★

第24作「同時殺人の乗客!! 東京〜伊豆海岸 記録された20秒間の疑惑!?」（2008年）
- 高木利一（高級鞄の専門店「鮫島商会」営業部長） - 佐戸井けん太
- 鮫島秀一（スキルス性胃がんで5日前から奥多摩の別荘で療養中） - 伊藤洋三郎
- 藤田（医師） - 沼田爆
- 中田（俊江の夫・婿養子） - ぶっちゃあ
- 中田睦雄（芙美子と俊江の父） - 野村昇史
- 長沢（奥多摩警察署 刑事） - かねちくけんじ
- 小田（奥多摩警察署 刑事） - 山田アキラ
- 宮本（哲夫の父） - 徳井広基
- 宮本哲夫（絢子の隠し子） - 西興一朗
- 山内勲（鮫島商会 元社員・先代の右腕） - 本城丸裕
- 篠塚唯史（鮫島商会 社員・高木の部下） - 菊池健一郎
- 中田俊江（芙美子の姉） - 山本みどり
- 鮫島絢子（鮫島商会 社長・秀一の母） - 松本留美
- 加賀美寛子（絢子の亡夫の妹） - 沢田雅美
- 鮫島芙美子（秀一の妻・主婦） - 床嶋佳子 ★

第25作「東京〜宮崎日向灘 殺人画の乗客」（2009年）
- 大熊大吉（宮崎県警察 刑事） - 火野正平
- 安永香織 - 舟木幸
- 根本千鈴 - 弘中麻紀
- 宮崎良助（宮崎県選出の代議士） - 平幹二朗
- 後藤章弘 - 植田健
- 斎藤（大同交通のタクシードライバー） - 早川伸吾
- 初川公彦（画家・故人） - 農塚誓志
- 進 - 斎藤拳匠
- 松尾武司（宮崎刑務所の服役囚） - 北原雅樹
- 宮崎隆一（宮崎の息子で秘書） - 林泰文
- 野見山達夫（元刑事） - 深水三章
- 宮崎県知事 - 東国原英夫
- 三浦久江（クラブ「宮」&画廊「宮」のオーナー） - 佐藤友美
- 吉岡波子（クラブ「宮」&画廊「宮」の店長） - 東ちづる ★

第26作「東京〜京都・琵琶湖 土地鑑のある乗客」（2010年）
- 浅倉洋助（ユニオンウェディング 専務） - 河西健司
- 秋山（所轄署刑事） - 田村三郎
- 美術商 - 花ヶ前浩一
- 保阪秋夫（故人） - 山田アキラ
- 矢口栄次（京都府警察 刑事） - 野口貴史
- 谷畑千江（京料理「楠むら」女将） - 山田スミ子
- 石野小百合（昇の婚約者） - 尾崎由衣
- 保阪昇（秋夫と前妻の息子・無職） - 榊原利彦（少年期：石井蒼月）
- 保阪志津代（ユニオンウェディング 社長・秋夫の後妻） - 東てる美
- 町田庄三（陶芸作家・恵美子の父） - 中原丈雄
- 町田恵美子（ユニオンウェディングのウェディングプランナー） - 原沙知絵（幼少期：菜乃華） ★

第27作「甲州石和〜殺意の子守唄 狙われた小さな目撃者?! 密封された死体の謎」（2010年）
- 加古川大介（山梨県警察 刑事） - 荒谷清水
- 山岡（所割の生活安全課 刑事） - 丹羽つとむ
- 清水（保育士） - 黒瀬友美
- 藤井（響子の父） - 尾関伸嗣
- 藤井光代（響子の母） - 竹中有希
- 鈴木（「ジュエリー早乙女 甲府工場」工場長） - ホリベン
- 早乙女貴子（「ジュエリー早乙女」社長・和彦の妻） - 岩本千春
- 早乙女瑞希（「ジュエリー早乙女 銀座店」店長・貴子の妹） - 小島可奈子
- 早乙女和彦（「ジュエリー早乙女」副社長・婿養子） - 田中実
- 赤石房江（児童養護施設「うぐいす園」園長） - 市毛良枝
- 藤井響子（「ジュエリー早乙女 銀座店」元店員） - 中山忍（幼少期：石井香帆） ★

第28作「能登和倉〜午前3時の同乗者!! 深夜ラジオに届いた殺人リクエスト!?」（2010年）
- 岩永博之（東都ラジオ 番組プロデューサー） - 伊東孝明
- 青井美由紀（東都ラジオ アナウンス部 社員） - 小川奈那
- 北千住つぼみ（演歌歌手） - 大島蓉子
- 沼田昌義（刑事） - 小林尚臣
- 斉藤（ドライブイン店主） - 三田村周三
- 秋元政枝（真子の母・故人） - 小柳友貴美
- 秋元源治（真子の義父） - 太田行雄
- 佐野 - 藤澤信泰
- 伊藤（刑事） - 清水伸
- 惠子 - 奥田由美
- ラジオ局P - 田中登志哉
- 男性DJ - 堀川りょう
- 宇田川清（東秀運輸のトラック運転手） - 吉川拳生
- 新谷登（真子のストーカー） - 山田アキラ
- 船津敏夫（東秀運輸 課長） - 小宮孝泰
- 下山尚美（旅館「銀水閣」女将・真子の親友） - 田村友里
- 山内謙三（個人タクシードライバー・東秀運輸 元社員） - 中西良太
- 矢波良彦（トラック運転手） - 村田雄浩
- 秋元真子（東都ラジオ「ミッドナイトミュージック」DJ） - とよた真帆 ★

第29作「塀の中からの乗客 星降る夜のアリバイ殺人!! 吸い取られたDNAと謎の記号!?」（2011年）
- 大島和樹（SF作家・志穂の弟） - 林泰文（幼少期：安田吏玖）
- 芝田（冒頭のタクシー客） - 大島蓉子
- 加藤百合子 - 中村春菜
- 竹村祐一（和樹のマネージャー・竹村の息子） - 宮内敦士
- 江古田（千葉県警察 刑事） - 西山浩司
- 古沢優子（古沢の妻） - 服部妙子
- 古沢忠志（定食屋店主・竹村の同級生） - 綾田俊樹
- 陣内はるか（光堂出版 編集者） - 遠野なぎこ
- 竹村英二（銚子科学センター 館長） - 山本圭
- 市川志穂（栃木刑務所の元服役囚） - 国生さゆり（16歳：増山加弥乃） ★

第30作「東京〜京都〜博多 殺人犯を追う乗客 10年目の再会と疑惑の銃弾!!」（2012年）
- セレブ客 - 大島蓉子
- 田中一郎（鉄道雑誌編集者・西村あゆみの大学時代の友達） - 川本成
- 古賀荘平（秀代の内縁の夫・10年前死亡） - 針原滋
- 黒瀬正嗣（元福岡県警察 刑事・10年前 藤島寛治を逮捕） - 石山輝夫
- 黒瀬治江（黒瀬の妻） - 中真千子
- 山岡康明（京都の料亭「古都楼」主人・理恵の再婚した夫・優の養父） - 朝良晃三
- 山岡優（寛治と理恵の息子） - 上田友貴
- ヘアメイクアーティスト - 太宰美緒
- 雑誌モデル - 苫野美生
- 糸島医師会病院 看護師 - 小林佳奈
- 藤島寛治（典子の兄・10年前の古賀荘平殺害の容疑者） - 土屋裕一（幼少期：徳永瞬）
- 山岡理恵（京都の料亭「古都楼」女将・寛治の元妻・康明と再婚） - 吉田羊
- 河野智之（福岡県警察 刑事・典子の元恋人） - 大浦龍宇一
- 藤島秀代（理髪店店主・寛治と典子の母） - 赤座美代子
- 藤島典子（ヘアメイクアーティスト） - 宮本真希（幼少期：吉村心琴） ★
- 武吉玄輔（元福岡県警察 刑事・秀代の亡夫の藤島達造は高校時代の親友） - 小林稔侍

第31作「伊豆熱川〜殺人疑惑の乗客」（2012年）
- 岡部真佐子（静岡医科大病院 元看護師） - 福島まり子
- 野口 - 九十九一
- 小野寺 - 今井ゆうぞう
- 福原由希（東成薬科大学 大学院生） - 穂のか
- 滝和幸（貿易会社経営・遼子の夫） - 篠塚勝
- 杉田雅之（東成薬科大学 元チーフ） - 菊池健一郎
- 入間隆平（奈津美の研究室の助教授） - 近藤公園
- 滝遼子（関東薬科大学 准教授） - 宮本裕子
- 江国貴臣（東成薬科大学 教授） - 本田博太郎
- 杉田雅信（漁師・雅之の父） - 佐藤B作
- 古谷奈津美（東成薬科大学 准教授） - 櫻井淳子 ★

第32作「殺人ツアーの乗客 信州松本〜仕組まれた小京都旅行!!」（2013年）
- 辰巳清志（長野県警松本北警察署 刑事） - 梨本謙次郎
- 山口（マンション「グリーンヒルズ藤が丘」管理人） - 斎藤清六
- 河出（警察官） - 今谷フトシ
- 恵子の同僚 - 松原正隆
- 真由美の17回忌の出席者 - 吉川拳生、只野操、渥実れい子
- 「イイヅカ・フーズ お客様相談センター」社員 - 内海一弥
- 真由美の不倫相手 - 八木善孝
- 松本北警察署松本中央交番 巡査 - 檜尾健太
- 飯塚真由美（飯塚の妻・16年前刺殺） - 江口ナオ
- 信州漬物処「三立」店員 - 尾崎由衣
- 「イイヅカ・フーズ」社員 - 島村典子
- 恵子の隣人 - 菊地由希子
- レポーター - 沓名環希
- 三橋香奈枝（キャバクラ嬢） - 澪乃せいら
- 山田隼人（真琴の婚約者・元交番巡査・16年前 松本北警察署の屋上から飛び降り死亡） - 出合正幸
- 速水理沙（隼人と真琴の娘・清蓮学園 生徒） - 荒井萌
- 守屋紀彦（信州漬物処「三立」店長） - 大鶴義丹
- 相沢孝之（「イイヅカ・フーズ お客様相談センター」副室長・「グリーンヒルズ藤が丘」205号室の入居者） - 大高洋夫
- 新藤久美（「イイヅカ・フーズ お客様相談センター」室長） - あめくみちこ
- 飯塚雄三（通販会社「イイヅカ・フーズ」社長） - 春田純一
- 速水真琴（旅行会社「JSツーリスト」コーディネーター） - 葉月里緒奈 ★
- 山田恵子（隼人の母・理沙の祖母） - 草笛光子

第33作「神戸〜九州大分 逃げた花嫁」（2013年）
- 明神孝（宝石店「Jewelry MYOJIN」社長・珠美の婚約者） - 管勇毅
- 伊丹さやか（木下の事務所のアルバイト） - 前川伶早
- 古賀悠司（筋湯旅館「田島」の隣人） - 立花伸
- 田島智子（結衣と珠美の母・秀彦の妻・珠美が大学生のとき死亡） - 奥田由美
- 木下の死体発見者 - 浦野REN
- 小森（兵庫県警神戸南警察署 刑事） - 山田アキラ
- 木下征二（ルポライター） - 村杉蝉之介
- 畑中辰則（クラブ経営者） - 鈴木省吾
- 浜本正（民政党代議士） - 森下哲夫
- 溝口善三（浜本の元秘書・秀彦の高校の同級生・10年前死亡） - 佐渡稔
- 北村（大分県警九重警察署 刑事・10年前 田島秀彦を逮捕） - 赤塚真人
- 上田和子（中華料理店店主・秀彦の妹） - 山口果林
- 田島珠美（宝石店「Jewelry MYOJIN」社員・結衣の妹） - 馬渕英俚可（幼少期：兵頭莉音）
- 田島秀彦（結衣と珠美の父・筋湯旅館「田島」元主人・入婿・10年前に溝口を殺害し7年間服役し3年前出所） - 石橋蓮司
- 田島結衣（キャビンアテンダント） - 若村麻由美（少女期：古舘由莉春） ★

第34作「飛騨高山〜殺人スクープの女!! 1年で倍返し!? 疑惑の投資詐欺で連続殺人!!」（2013年）
- 林有三（上条グループ 介護付有料老人ホーム「飛騨苑」入所者） - 沼田爆
- 安西洋子（上条グループ 介護付有料老人ホーム「飛騨苑」入所者 ）- 北林早苗
- 深見俊一（上条グループ 介護付有料老人ホーム「飛騨苑」入所者） - 江藤漢斉
- 田宮（岐阜県警高山中央警察署 刑事 ）- 吉川拳生
- 山崎佐和子（能美の秘書・現在産休中） - 尾崎亜衣
- 浜中（「飛騨高山一之宮牧場」開発計画 高山支部長） - 川島拓
- 板倉誠（東都新聞社社会部 元記者・早苗の父・美喜子の夫・25年前刺殺） - 松田ジロウ
- 暴力団員 - 倉田昭二
- 蕎麦屋の店員 - 枝川吉範
- 不動産会社「フラシア」受付 - 友咲まどか
- 林友彦（林工房 社長・有三の息子） - 笠兼三
- 藤本圭太（東都新聞社社会部 元記者・早苗の婚約者・3か月前 橋から転落死） - 加瀬信行
- 里田由美（能美法律事務所の弁護士） - 嘉門洋子
- 持田（岐阜県警高山中央警察署 刑事） - 山口ひろかず
- 能美健司（能美法律事務所の弁護士・上条グループ 顧問弁護士） - 新井康弘
- 飯田敦（不動産会社「フラシア」専務） - 春田純一
- 吉村悟（上条グループ 取締役） - 寺島進
- 板倉早苗（東都新聞社文化部 記者） - 酒井美紀（10歳：齋藤美咲） ★
- 板倉美喜子（早苗の母） - 梶芽衣子

第35作「分かれ道の乗客 瀬戸内尾道〜“道の駅”連続殺人事件〜」（2014年）
- 藤井武宏（広島県警察 刑事） - 宇梶剛士
- 谷本久江（ケーキ屋店員・沼田の元同棲相手・旧姓「近藤」） - クノ真季子
- 谷本敦也（ケーキ屋店主・久江の夫） - 渡辺航
- 西沢隆志（工事作業員・府中刑務所の元服役囚・服役中は沼田と親しくしていた） - 鈴木省吾
- 斉藤（西村あゆみのバイト先の上司） - しいたけを
- 居酒屋店主 - 針原滋
- 小村（真希子の母・宏夫の妻・病死） - 妃宮麗子
- 走行中の野村忠のタクシーを止めた夫と妊婦の妻 - ダンディ坂野、MiNo
- 菅野（道の駅「クロスロードみつぎ」駅長） - 白井滋郎
- 香川（ガードマン） - 三島昭二
- パチンコ店店員 - 田村義晃
- 小村宏夫（帆布工場経営者・15年前刺殺） - 本城丸裕
- 北永恵利（ライター） - 遊井亮子
- 鴻上浩（宝明出版 編集者・真希子の担当） - 河相我聞
- 沼田令次（15年前に小村宏夫を刺殺し府中刑務所で15年の懲役を終え先月出所） - 川野太郎
- 宝明出版 社長 - 本田博太郎
- 小村真希子（作家・宏夫の娘） - 釈由美子（幼少期：工藤美岬 / 中学生：優希） ★

第36作「地図を失くした乗客 北陸金沢〜よく喋る死体の死亡時刻トリック!!」（2014年）
- 居酒屋店主 - 真実一路
- ホステス - 平塚千瑛
- レストラン店員 - 村本明久
- 定食屋店員 - 谷田川真理子
- 門倉仁（岡江観光 元社員・8年前死亡） - 山田アキラ
- 小田加奈子（森本の元同棲相手・ホステス） - 水谷ケイ
- 夏川つぐみ（みずほの義娘で七瀬の実娘） - 駒形瑠美奈
- 森本信彦（七瀬のクライエント） - 松本実
- 岡江典史（岡江観光 元社長・七瀬の父・8年前死亡） - 小野了
- 小橋（富山県警内川西警察署 刑事） - 金児憲史
- 夏川久美（みずほの母） - 吉村実子
- 夏川みずほ（シングルマザーでつぐみの義母・七瀬の実の双子の妹） - 大路恵美（幼少期：横山芽生）
- 大久保敦（富山県警内川西警察署 刑事） - きたろう
- 高木征二（高木リゾート 社長） - 小木茂光
- 岡江七瀬（大東大学 准教授・臨床心理士・みずほの実の双子の姉でつぐみの実母） - 雛形あきこ（幼少期：川上凜子） ★

第37作「東京〜浜松 ドライブレコーダーが録画した二重殺人の謎」（2015年）
- 土屋徹郎（静岡県警察 刑事） - 渡辺哲
- 美希とタクシードライバーが揉めているのを目撃した男 - 三田村周三
- 佐々木ふみお（静岡音楽大学 教授・6年前 自宅を放火される） - 戸井勝海
- クラブのオーナー - クノ真季子
- 田辺信也郎（静岡県警察 刑事） - 沢井正棋
- 刑事 - 田中瑛祐
- 本橋茜（本橋と芙美子の娘・浜松北東高等学校 元生徒・6年前死亡） - 尾崎モモ
- 増井沙織（クラブのウェイトレス・浜松北東高等学校 卒業生・茜の同級生） - 桜木梨奈
- 高宮美希（アパレル会社社員・浜松北東高等学校 卒業生・茜の同級生） - 瀬戸さおり
- 本橋明則（大同交通のタクシードライバー・夜明の相番） - 国広富之
- 瓜生雅彦（クラブのピアニスト） - 窪塚俊介
- 高宮昇一（静岡音楽大学 准教授・美希の義父） - 田中健
- 本橋芙美子（主婦料理研究家・元調律師・本橋の妻） - 床嶋佳子 ★

第38作「伊勢志摩 貝の中の殺意 真珠をめぐる同時殺人!! 魔性の女の完璧すぎるアリバイ!?」（2015年）
- 進藤俊彦（進藤ジュエリー 社長） - 葛山信吾
- 神崎隆一（元漁師・10年前の青木の共犯者で青木が逮捕された翌日に鳥羽湾で水死体で発見） - 伊藤洋三郎
- 進藤千夏（俊彦の妻） - 月影瞳
- 白石涼子（睦美のアシスタント） - 橘美緒
- ホテル従業員 - 環みほ
- 不倫女 - 蒼ななか
- 松井（松井眞珠店 店主） - エド山口
- 浜田（鳥羽中央警察署 刑事） - 坂田雅彦
- 青木公男（10年前の強盗傷害犯で府中刑務所に服役し2日前に出所） - 本城丸裕
- 豊川健一（パチンコ店店員・伊勢志摩漁業組合鳥羽支店の元ガードマン） - 谷口有
- 田中雄太（ダイバーズショップ「ココナッツ」店主） - 蟹江一平（幼少期：金田悠希）
- 神崎幸代（お食事処「神代丸」店主・隆一の妻） - 黒田福美
- 神崎睦美（ムツミ工房のジュエリーデザイナー・隆一と幸代の娘） - 高岡早紀（幼少期：本間菜穂） ★

第39作「スキャンダルな乗客 舞台上の連続殺人!! 三人の女優が仕組んだ嘘と秘密!?」（2016年）
- 青山（週刊トップ 編集長） - ヨシダ朝
- 高島邦彦（高島ペインクリニック 医師・亜希子の主治医） - 吉満寛人
- 山崎（静岡県警 刑事） - 永井なおき
- 警察官 - 田中瑛祐
- 記者 - 中神一保、富澤沙知、高木高一郎
- 相良裕子（舞台「奇跡の人」ヘレン・ケラー役のオーディション受講者） - 加藤小夏
- 沢田梓美（舞台「奇跡の人」ヘレン・ケラー役のオーディション受講者・女子高生） - 荒川ちか
- 島本エリカ（舞台「奇跡の人」ヘレン・ケラー役のオーディション受講者・アイドル） - 尾碕真花
- 湯沢英也（「劇団城塞」演出助手） - 隈部洋平
- 藤山次郎（演劇評論家・椎名の友人） - 河西健司
- 三池紀夫（エリカのマネージャー） - 深沢敦
- 井村照美（西伊豆 井村医院 院長・沢田親子の叔母） - 服部妙子
- 沢田小百合（鏝絵職人・梓美の母） - 中島ひろ子（幼少期：本間菜穂）
- 戸川聡（フリーライター・元「劇団城塞」座付き脚本家） - 土屋佑壱
- 長谷麻里子（「劇団城塞」副代表・女優） - 筒井真理子
- 森川時枝（亜希子のマネージャー・27年前は亜希子とヘレン・ケラー役を争う） - 中山忍
- 椎名一馬（「劇団城塞」代表・演出家） - 西岡德馬
- 三条亜希子（「劇団城塞」副代表・舞台「奇跡の人」アニー・サリバン役・27年前はヘレン・ケラー役） - 高橋ひとみ（幼少期：山田美紅羽） ★

## スタッフ
- 原作 - 笹沢左保「夜明日出夫の事件簿」シリーズ（講談社）
- 脚本 - 岡本克己（第1作・第2作）、竹山洋（第3作 - 第5作）、坂田義和（第6作 - 第16作・第18作 - 第22作・第25作 - 第28作・第30作・第35作・第37作）、安井国穂（第17作・第38作・第39作）、坂上かつえ（第23作・第24作・第31作）、塩田千種（第29作・第32作 - 第34作・第36作）
- 音楽 - 長谷部徹
- 監督 - 吉田啓一郎
- 技術協力 - バル・エンタープライズ
- 車両協力 - 大同交通
- 美術協力 - テレビ朝日クリエイト
- 現プロデューサー - 佐藤凉一（テレビ朝日）、小越浩造（ユニオン映画）
- 旧プロデューサー - 岩永恵（テレビ朝日）、松本基弘（テレビ朝日）、川島誠史（テレビ朝日）、近藤晋（総合ビジョン）、福塚孝哉（総合ビジョン）、河合由記子（東北新社）、久保田由美（東北新社）、岩崎文（ユニオン映画）、元信克則（ユニオン映画）
- 制作 - テレビ朝日、総合ビジョン → 東北新社クリエイツ → ユニオン映画（第26作 - ）

## 放送日程
- 第21作よりハイビジョン放送
- 1996年は制作されなかった。
- 第26作は2011年3月19日に『春の傑作選』として再放送された。当初はこの日に『愛と死の境界線』を放映する予定だったが、東北地方太平洋沖地震による編成変更の関係で急遽放映。
- 第28作は21時30分から23時21分までの放送。
- 第32作は2017年3月19日に再放送された。主演の渡瀬恒彦の死去に伴い、この日の『日曜エンタ・最終回』のラインナップと放送開始時刻を急遽変更し、20:58 - 23:10に放送。
- 第34作は21時15分から23時21分までの放送。
- 最終第39作は翌週から単発特別番組枠である「土曜プライム」がスタートするため、本シリーズそのものも「土曜ワイド劇場」枠の単独扱い時代（1977年4月 - 2016年3月）としても、いずれも最後の作品となった。

| 話数 | 放送日         | サブタイトル                                                                | ヒロイン   | 原作               | 脚本       | 視聴率 |
| ---- | -------------- | --------------------------------------------------------------------------- | ---------- | ------------------ | ---------- | ------ |
| 1    | 1992年05月09日 | 殺人化粧の女 山が動いた!?                                                   | 七瀬なつみ | 『夜明け』         | 岡本克己   | 19.1%  |
| 2    | 1993年10月02日 | 昼下りの危険な乗客 浴槽に美女の死体が！                                     | 香坂みゆき | 『昼下がり』       | 岡本克己   | 18.6%  |
| 3    | 1994年04月16日 | 春呼ぶ殺人 女の死体に桜が散った…                                            | 大寶智子   | 『追越禁止』       | 竹山洋     | 17.3%  |
| 4    | 10月1日        | 幸福の代償 妻と別れたい男の殺人契約!?                                       | 若林志穂   | 夜明日出夫シリーズ | 竹山洋     | 14.7%  |
| 5    | 1995年05月27日 | 行き先のない乗客 “人を殺した”とその女は言った…                              | 高橋惠子   | 夜明日出夫シリーズ | 竹山洋     | 13.5%  |
| 6    | 9月30日        | 再会した女 湘南－松本 500キロの殺人!?                                       | 阿木燿子   | 夜明日出夫シリーズ | 坂田義和   | 10.0%  |
| 7    | 1997年01月11日 | 真夜中の殺人招待状！夢を捨てた女の危険な誘惑…                               | 美保純     |                    | 坂田義和   | 17.9%  |
| 8    | 1998年01月10日 | 愛と死の殺人迷路 東京－新潟 350kmを死体が走った?!                           | 田中美奈子 |                    | 坂田義和   | 17.4%  |
| 9    | 4月18日        | 過去から来た女 時効直前 消された殺人犯！                                    | 洞口依子   |                    | 坂田義和   | 16.7%  |
| 10   | 12月12日       | 黒いひまわりの女                                                            | 佐藤友美   |                    | 坂田義和   | 14.3%  |
| 11   | 1999年06月05日 | 亡霊殺人                                                                    | 伊藤蘭     |                    | 坂田義和   | 17.4%  |
| 12   | 2000年01月22日 | 殺意のハンドル                                                              | 国生さゆり |                    | 坂田義和   | 15.8%  |
| 13   | 8月26日        | 死にたがる乗客                                                              | 秋本奈緒美 |                    | 坂田義和   | 16.9%  |
| 14   | 2001年04月14日 | 刑事が愛した女                                                              | 細川直美   |                    | 坂田義和   | 16.6%  |
| 15   | 10月13日       | 二つの顔を持つ乗客                                                          | 藤真利子   |                    | 坂田義和   | 18.5%  |
| 16   | 2002年07月06日 | 完全犯罪への抜け道                                                          | 古手川祐子 | 『生存する幽霊』   | 坂田義和   | 13.5%  |
| 17   | 2003年07月12日 | 追跡する女乗客の秘密                                                        | 藤田朋子   |                    | 安井国穂   | 19.4%  |
| 18   | 2004年04月03日 | バックミラーの殺意                                                          | 荻野目慶子 |                    | 坂田義和   | 10.4%  |
| 19   | 10月30日       | 死体を連れた幻の乗客!?                                                      | 中原果南   |                    | 坂田義和   | 16.0%  |
| 20   | 2005年04月09日 | 東京〜関門海峡1,100km殺人                                                   | 高橋ひとみ |                    | 坂田義和   | 15.8%  |
| 21   | 10月08日       | 殺人占いの女 東京〜飛騨高山 2人の母の殺意が交差した!?                       | 美保純     |                    | 坂田義和   | 13.1%  |
| 22   | 2006年09月16日 | 会津若松〜殺人無罪の乗客                                                    | 賀来千香子 |                    | 坂田義和   | 14.9%  |
| 23   | 2007年10月06日 | 東京〜蔵王 死体と待ち合わせた女                                             | 田中美奈子 |                    | 坂上かつえ | 14.6%  |
| 24   | 2008年09月13日 | 同時殺人の乗客!! 東京〜伊豆海岸 記録された20秒間の疑惑!?                    | 床嶋佳子   |                    | 坂上かつえ | 15.7%  |
| 25   | 2009年04月11日 | 東京〜宮崎日向灘 殺人画の乗客                                               | 東ちづる   |                    | 坂田義和   | 11.7%  |
| 26   | 2010年01月23日 | 東京〜京都・琵琶湖 土地鑑のある乗客                                         | 原沙知絵   |                    | 坂田義和   | 17.1%  |
| 27   | 10月9日        | 甲州石和〜殺意の子守唄 狙われた小さな目撃者?! 密封された死体の謎            | 中山忍     |                    | 坂田義和   | 13.1%  |
| 28   | 12月11日       | 能登和倉〜午前3時の同乗者!! 深夜ラジオに届いた殺人リクエスト!?              | とよた真帆 |                    | 坂田義和   | 15.8%  |
| 29   | 2011年07月02日 | 塀の中からの乗客 星降る夜のアリバイ殺人!! 吸い取られたDNAと謎の記号!?       | 国生さゆり |                    | 塩田千種   | 13.7%  |
| 30   | 2012年01月07日 | 東京〜京都〜博多 殺人犯を追う乗客 10年目の再会と疑惑の銃弾!!                | 宮本真希   |                    | 坂田義和   | 16.3%  |
| 31   | 12月8日        | 伊豆熱川〜殺人疑惑の乗客                                                    | 櫻井淳子   |                    | 坂上かつえ | 14.6%  |
| 32   | 2013年04月06日 | 殺人ツアーの乗客 信州松本〜仕組まれた小京都旅行!!                           | 葉月里緒奈 |                    | 塩田千種   | 16.2%  |
| 33   | 10月12日       | 神戸〜九州大分 逃げた花嫁                                                   | 若村麻由美 |                    | 塩田千種   | 14.8%  |
| 34   | 12月07日       | 飛騨高山〜殺人スクープの女!! 1年で倍返し!? 疑惑の投資詐欺で連続殺人!!       | 酒井美紀   |                    | 塩田千種   | 16.1%  |
| 35   | 2014年10月11日 | 分かれ道の乗客 瀬戸内尾道〜“道の駅”連続殺人事件〜                           | 釈由美子   |                    | 坂田義和   | 11.8%  |
| 36   | 12月13日       | 地図を失くした乗客 北陸金沢〜よく喋る死体の死亡時刻トリック!!               | 雛形あきこ |                    | 塩田千種   | 12.1%  |
| 37   | 2015年03月07日 | 東京〜浜松 ドライブレコーダーが録画した二重殺人の謎                         | 床嶋佳子   |                    | 坂田義和   | 12.8%  |
| 38   | 8月29日        | 伊勢志摩 貝の中の殺意 真珠をめぐる同時殺人!! 魔性の女の完璧すぎるアリバイ!? | 高岡早紀   |                    | 安井国穂   | 12.6%  |
| 39   | 2016年03月26日 | スキャンダルな乗客 舞台上の連続殺人!! 三人の女優が仕組んだ嘘と秘密!?        | 高橋ひとみ |                    | 安井国穂   | 10.3%  |

- 視聴率はビデオリサーチ調べ、関東地区・世帯・リアルタイム。